# Agustín Adolfo Herrera
Agustín Adolfo Herrera Peralta (San Miguel de Tucumán, 28 de agosto de 1912-San Francisco, 18 de julio de 2000) fue un jurista, canonista y eclesiástico católico argentino.

## Biografía
Nació el 28 de agosto de 1912, en la localidad argentina de San Miguel de Tucumán. Hijo de Ramón Ventura Herrera y de Concepción Peralta. Su familia se radicó en San Fernando del Valle de Catamarca, cuando era niño.
Realizó su formación primaria en el Colegio «Padre Ramón de la Quintana», de la Orden de Frailes Menores.
El 5 de marzo de 1927, ingresó en el Seminario Conciliar de Catamarca, cursando estudios de Humanidades, y el primer año de Filosofía. En 1930, pasó al Seminario Mayor Regional de Norte «Nuestra Señora del Valle», donde concluyó Filosofía y prosiguió con dos años de Teología.
Fue enviado a Roma, para incorporarse como alumno del Pontificio Colegio Pío Latino Americano. Obtuvo la licenciatura y el doctorado (1941) en Derecho canónico, por la Pontificia Universidad Gregoriana. También cursó estudios especiales en Archivística, por el Archivo Apostólico Vaticano. En 1942, obtuvo del Instituto «Utriusque Iuris», de la Pontificia Universidad Lateranense, la licenciatura en Derecho civil comparado.

### Sacerdocio
Su ordenación sacerdotal fue el 27 de marzo de 1937, en Roma; incardinado en la diócesis de Catamarca.
Fue vicario cooperador de San Juan Bautista, en Tinogasta. Luego, fue designado catedrático del Seminario de Catamarca. 
En 1944, fue nombrado prosecretario y vicecanciller de la curia diocesana. Al año siguiente, en 1945, fue nominado canónigo del Cabildo de la Catedral, y confiándosele la representación ante un Concilio Plenario Argentino.
Participó en el Primer Sínodo Diocesano de Catamarca. Como juez sinodal, compuso: «El Sínodo Diocesano con ocasión de la celebración del Primer Sínodo de 1946».
En 1949, desempeñó diversas actividades con la Acción Católica diocesana, y comenzó a trabajar como capellán del Barrio «San Rosa» y del Colegio de las Misioneras Catequistas de Cristo Rey, en Catamarca. Inició las obras de construcción de la iglesia parroquial, y la fundación de otras asociaciones, como: «Caballeros de Cristo Rey», «Hermandad de Cristo Rey» y «Pía Unión de Cristo Rey».
En 1954, se le concedió el título de Camarero secreto de Su Santidad, que lleva anexo el tratamiento de monseñor. A año siguiente, en 1955, el Cabildo Catedralicio le otorgó una silla archidiaconal. También fue provicario general diocesano.

## Episcopado
En 1955, formó parte de las ternas de candidatos a obispo de las diócesis de Tucumán y San Nicolás de los Arroyos, respectivamente.

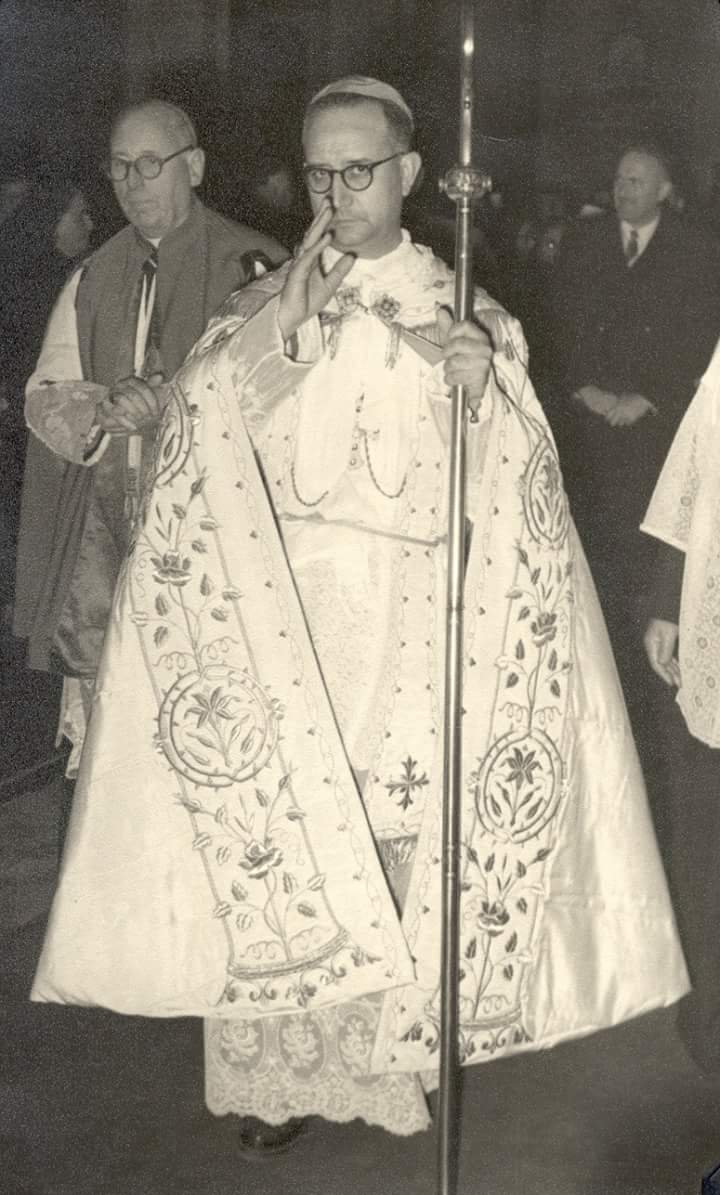
Herrera al tomar posesión como primer obispo de Nueve de Julio.

El 13 de marzo de 1957, el papa Pío XII lo nombró primer obispo de recién erigida diócesis de Nueve de Julio. Fue consagrado el 11 de mayo del mismo año, en la Basílica de Nuestra Señora del Valle, a manos del obispo Carlos Francisco Hanlon C.P. Tomó posesión canónica de la sede, el 2 de julio siguiente.
Creó el Seminario Menor diocesano, con base en el antiguo Pre-Seminario de Mercedes, en San Bernardo (Guanaco), que comenzaría a funcionar en abril de 1958. En junio de ese año, creó el «Boletín Oficial del Obispado de Santo Domingo de Nueve de Julio».
El 24 de julio de 1961, el papa Juan XXIII lo nombró obispo titular de Tanais y obispo coadjutor sedi datus de Jujuy. Fue durante este periodo que participó como padre conciliar en la primera (1962) y cuarta (1965) sesión del Concilio Vaticano II.
El 8 de septiembre de 1965, el papa Pablo VI lo nombró obispo de San Francisco. Tomó posesión canónica el 9 de octubre del mismo año.

### Renuncia

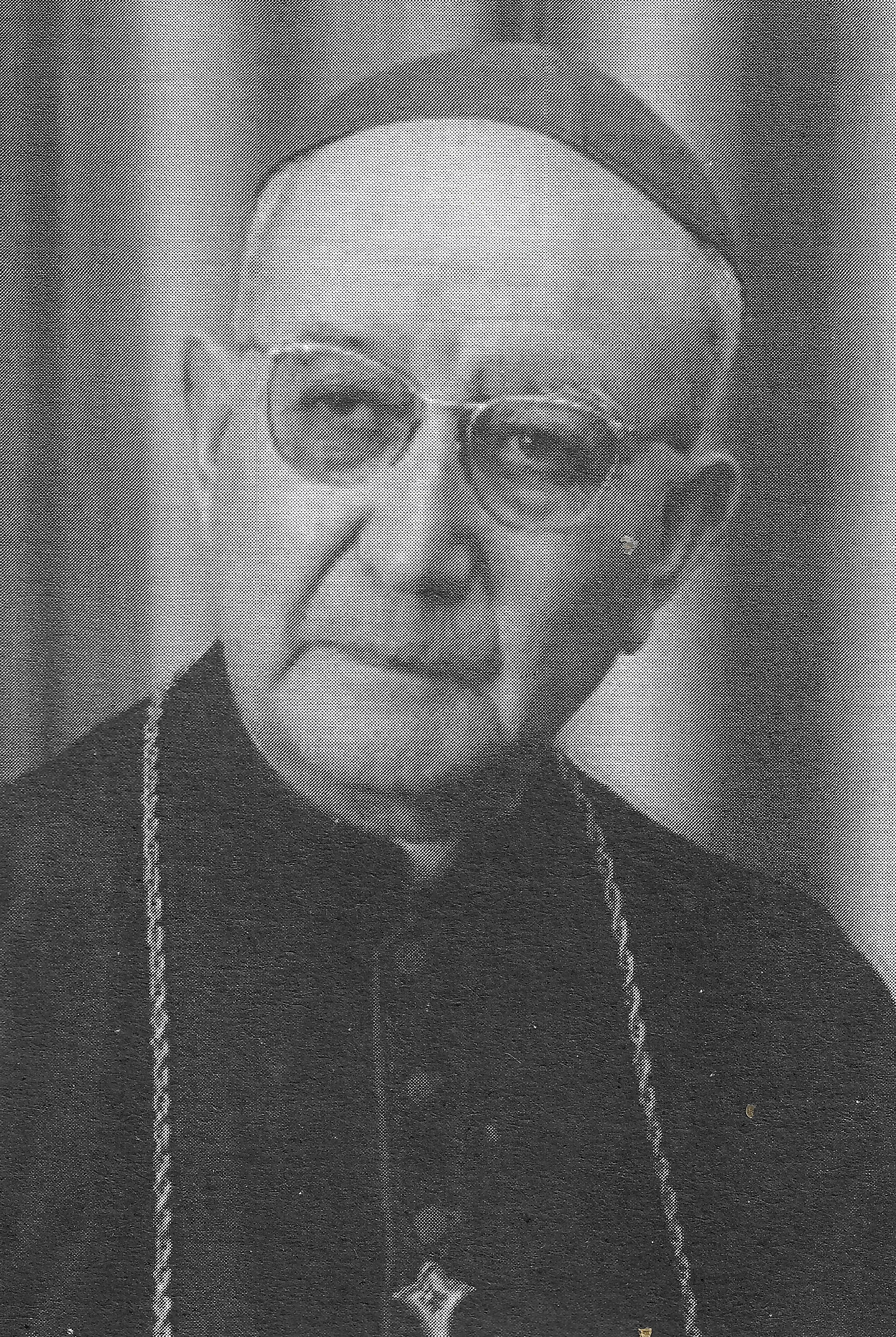
Herrera durante su retiro.

En 1987, presentó su renuncia como lo establece el Código de Derecho Canónico. El 2 de diciembre de 1988, el papa Juan Pablo II aceptó su renuncia como obispo de San Francisco, nombrado a su sucesor al mismo tiempo.
Falleció el 18 de julio de 2000, en San Francisco, a la edad de 87 años.

## Obras

### Opúsculos
- «Manual Litúrgico-Canónico para la celebración de un Sínodo».
- «Los Sínodos diocesanos en la Argentina».
- «La doctrina canónico-legal del contrato esponsalicio en la legislación y jurisprudencia post-tridentina» (tratado).